# Fraseria tessmanni
Papa-moscas-de-tessmann ou papa-moscas-de-bico-grosso (Fraseria tessmanni) é uma espécie de ave da família Muscicapidae.
Pode ser encontrada nos seguintes países: Camarões, República Democrática do Congo, Costa do Marfim, Guiné Equatorial, Gana, Libéria, Nigéria e Serra Leoa.
Os seus habitats naturais são: matagal húmido tropical ou subtropical.